# İ
La İ és una lletra de l'alfabet turc, que és una variant de l'alfabet llatí. L'alfabet turc inclou dues versions diferents de la lletra I, un amb el punt i l'altre sense.
- I o ı és la lletra que descriu el so vocal (/ɯ/). Ni la majúscula ni la minúscula tenen cap punt.

- İ o i és la lletra que descriu el so vocal (/i/). Tant la majúscula com la minúscula tenen el punt.

La confusió entre la i amb punt i sense pot passar durant l'ús d'aparells digitals. A molts dels telèfons mòbils usats a Turquia, anteriors als smartphones, els faltava una pròpia localització d'idiomes pel que substituïen ı per i en els missatges SMS, cosa que de vegades distorsionava el sentit del text. En una ocasió, va ser degut a un problema de comunicació el que va portar a la mort a Emine i Ramazan Çalçoban el 2008. L'ús de "i" va resultar en un significat totalment recargolat: en comptes de la paraula "sıkışınca" semblava que la paraula que ell havia escrit era "sikişince". Ramazan volia escriure "canvies de tema cada vegada que et quedes sense arguments" però el que Emine va llegir va ser una expressió malsonant. Una substitució molt comuna que evita això és utilitza el número 1 per a la ı sense punt. Això també és habitual a Azerbaidjan, tot i que el significat de les paraules generalment és fàcil d'entendre.
Exemples:
- İstanbul /isˈtanbul/ (comença amb un so i, no una I).
- Diyarbakır /dijaɾˈbakɯɾ/ (la primera i l'última vocals s'escriuen i es pronuncien diferent)

Fitxer:Latin letter I (form 1).svg
Fitxer:Latin letter I (form 2).svg